# David Guterson

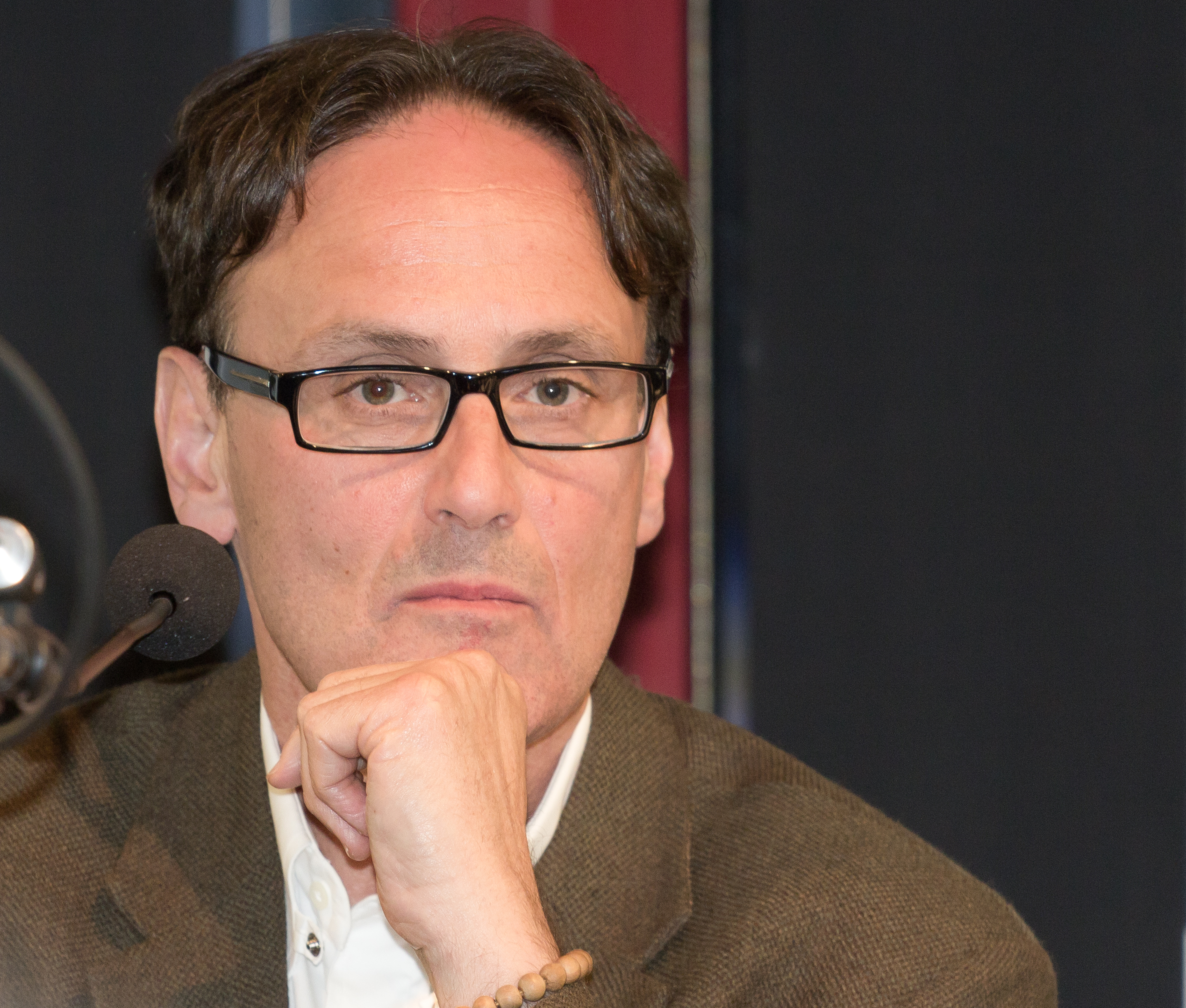
David Guterson im April 2013

David Guterson (* 4. Mai 1956 in Seattle, Washington) ist ein US-amerikanischer Schriftsteller. Der Sohn eines Strafverteidigers war auch als Englischlehrer und Journalist für Sports Illustrated und Harper’s Magazine tätig.
Gleich mit seinem ersten Roman Schnee, der auf Zedern fällt, für den er den PEN/Faulkner Award und den Schwedischen Krimipreis erhielt, schaffte Guterson 1994 den Durchbruch und wurde weltweit bekannt. Der Roman wurde 1999 von Scott Hicks mit Ethan Hawke, Sam Shepard, Max von Sydow und Youki Kudoh in den Hauptrollen verfilmt.
David Guterson lebt mit seiner Familie auf Bainbridge Island im Puget Sound westlich von Seattle.
Guterson ist Gründungsmitglied der Schriftstellerorganisation Field's End.

## Werke
- The Country Ahead of Us, the Country Behind. Stories. 1989. Deutsch: Das Land vor uns, das Land hinter uns. Berlin Verlag, Berlin 1997, ISBN 3-442-76002-X
- Family Matters: Why Homeschooling Makes Sense. 1992.
- Snow Falling on Cedars. 1994. Deutsch: Schnee, der auf Zedern fällt. Berlin Verlag, Berlin 1995, ISBN 3-8333-0434-0
- The Drowned Son. 1996.
- East of the Mountains. 1998. Deutsch: Östlich der Berge. Berlin Verlag,  Berlin 1999, ISBN 3-442-45411-5; Taschenbuch bei dtv, deutsch von Susanne Höbel. München 2016, ISBN 978-3-42314508-4
- Our Lady of the Forest. 2003. Deutsch: Unsere Liebe Frau vom Wald. Btb, München 2004, ISBN 3-442-73479-7
- The Other. 2008. Deutsch: Der Andere. Hoffmann und Campe, Hamburg 2013, ISBN 978-3-455-40378-7
- Ed King. 2011. Deutsch: Ed King. Hoffmann und Campe, Hamburg 2012, ISBN 978-3-455-40362-6
- Problems With People. Stories. 2014. Deutsch: Zwischen Menschen. Hoffmann und Campe, Hamburg 2014, ISBN 978-3-455-40481-4
- The Final Case. Alfred A. Knopf, New York 2022, ISBN 978-0-525-52133-4.

## Preise und Auszeichnungen
- 1995 – PEN/Faulkner Award
- 1996 – Schwedischer Krimipreis
- 2011 – Bad Sex in Fiction Award